# Tillandsia 'Nedra'
Tillandsia 'Nedra' es un cultivar híbrido del género Tillandsia perteneciente a la familia Bromeliaceae.
Es un híbrido creado en el año 1986 con las especies Tillandsia beutelspacheri × Tillandsia  'Rubra'.